# Encobridora

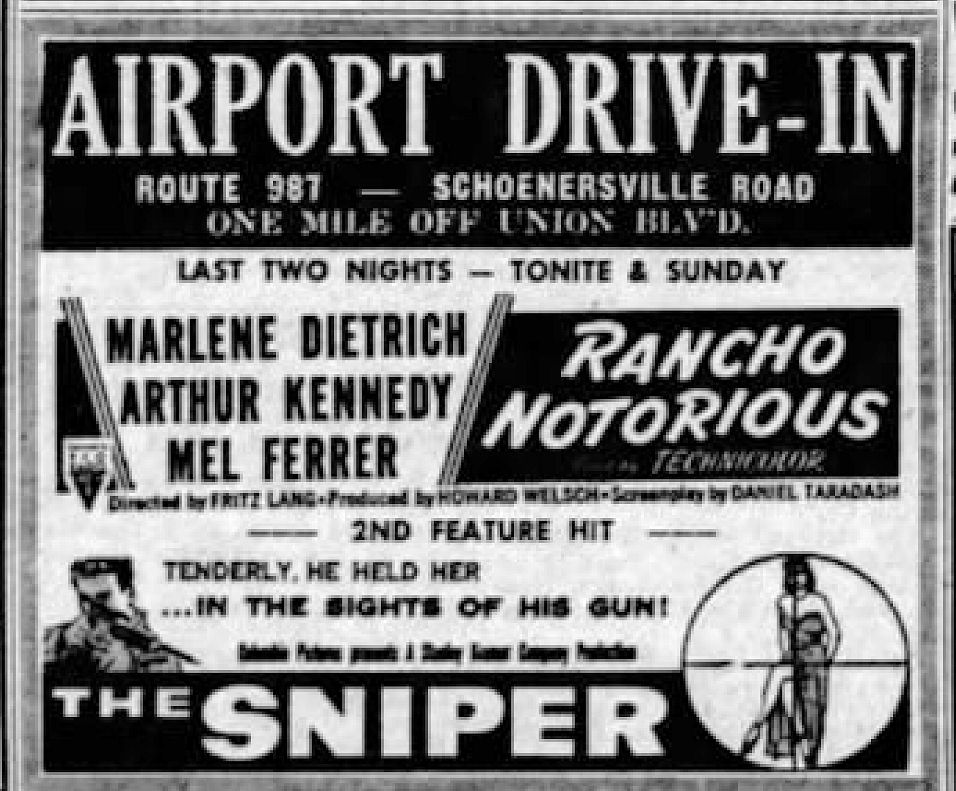
Cartell anunciant la pel·lícula.

Encobridora (títol original en anglès: Rancho Notorious) és una pel·lícula estatunidenca dirigida per Fritz Lang el 1952 i doblada al català.

## Argument
Un vaquer acorrala l'assassí de la seva promesa. Es fa passar per un bandit i aconsegueix així penetrar al ranxo (Chuck-a-Luck) on es refugien tots els fugitius del país. Allà sembla estar enamorat d'Altar. Els bandits que pensen que els ha denunciat posen en marxa una baralla al ranxo.

## Repartiment
- Marlene Dietrich: Altar o Alice Keane
- Arthur Kennedy: Vern o Frank Haskell
- Mel Ferrer: Frenchy Fairmont
- Gloria Henry: Betty Forbes
- William Frawley: Baldy Gunder
- Lisa Ferraday: Maxime
- John Raven: L'hostaler
- Jack Elam: Geary
- Dan Seymour: Commanche Paul
- George Reeves: Wilson
- Rodric Redwing: Rio
- Charles Gonzaves: Hevia
- Frank Ferguson
- Francis Mac Donald
- John Kellogg

## Al voltant de la pel·lícula
- Encobridora  és el tercer western de Lang, després de La venjança de Frank James (1940) i de Els Pioners de la Western Union (1940).
- Lang, com en totes les seves pel·lícules, conta aquí una història d'odi i d'amor, d'homicidi i de venjança, finalment de mort.
- La pel·lícula és ritmada per una balada malenconiosa La llegenda de Chuck-a-Luck (Cop de sort), el nom del ranxo.
- És molt sorprenent de sentir en aquesta pel·lícula de 1954 una música que se sembla molt a la de la cançó «Love me tender» d'Elvis Presley i Vera Matson. Sembla tractar-se del cant de la guerra de secessió "Aura Lee".